# Levi7as: Código Sacerdotal
Levi7as: Código Sacerdotal, que es acortado a Levi7as (esta palabra suena Levitas), es un grupo cristiano de Neo Ska Latino, un género que les es propio y que fue creado por ellos para definir el tipo de música que tocan. Está conformado en su totalidad por personas que asisten a la iglesia Misión Carismática Internacional (MCI) Central de Medellín, de la que es el ministerio principal de alabanza.

## Historia
El grupo nace en 1995, como un grupo de raperos, llamado Possession. Sin embargo, en 1998 decidieron cambiar el nombre a Levitas (En esa época no usaban aún el 7 dentro del nombre), nombre que proviene de la Biblia y denomina a la descendencia sacerdotal de la tribu de Leví, hijo de Jacob, antepasado de la nación de Israel. Según su líder, David Hernández Castro, "Queríamos ver una banda que supliera nuestras necesidades musicales, nuestros gustos".
El estilo que buscaban que los satisficiera resultó en lo que ellos denominaron Neo Ska Latino, que, según el líder de la banda, es el resultado de la combinación entre Neo Punk, Ska y Música latina, una especie de fusión entre The Offspring y Los Fabulosos Cadillacs con algo de sonidos propios de Latinoamérica, tales como los de la percusión de congas y bongoes, y algunos otros instrumentos y ritmos que se notan con mucha frecuencia en su música.
La banda, como se dijo antes, cambió en 1998 su nombre a Levitas: Código Sacerdotal, y con este nombre lanzó su primera producción, llamada Lluvia Tardía, bajo el sello discográfico United Hands Music. Esta producción, lanzada en el año 2002. la dio a conocer en el medio local en las diferentes iglesias cristianas. Contiene canciones como "¿Quién soy?" y "Voz del desierto", que fueron las que dieron a conocer a la banda, y la empezaron a consolidar como una de las bandas preferidas en el ámbito cristiano de Medellín. Dicho álbum fue remasterizado en ese mismo año y lanzado con el nombre de Voz del Desierto bajo el sello discográfico Seres Vivientes Producciones, en el que algunas canciones fueron acortadas (Como "Sin palabras"), y otras fueron presentadas con nuevos arreglos vocales (Caso de "Como el Sol" y "La vida"). En este álbum apareció por primera vez el nombre de la banda con el 7 en lugar de la "t" en la palabra Levitas.
En el año 2006, y nuevamente bajo el sello United Hands Music, lanzó su segunda producción, llamada Sin Apariencia, que es la producción que la consolidó no sólo a nivel local, sino también a nivel nacional —e, incluso, internacional—. Contiene el éxito "Primer lugar", canción insignia de la banda, compuesta por Jonathan Hernández Castro. Sobre esta producción, dice el líder: "Trae una propuesta musical muy diferente, y sabemos que va a llegar a muchos. Es el gusto de muchos. Sabemos que lo hicimos con todo el amor, con toda la pasión, con toda la preparación musical que se requiere para un producto como éste".

## Sobre el nombre

### Introducción del número siete
Por ser Levi7as: Código Sacerdotal un grupo cristiano, ha introducido como rasgo de identidad el número siete (7) en su nombre, y este rasgo lo identifica de otras bandas y términos que son homónimos. La introducción del número siete se debe a que, bíblicamente, se considera dicho número como perfecto. El siguiente artículo explica más acerca de esto:

Se considera un número perfecto que simboliza la relación de lo divino y lo humano, cuyo resultado es la creación, llevada a cabo en 7 días. (…) En el alfabeto hebreo es la séptima letra, llamada zain. Representa los valores espirituales, que son la finalidad del mundo: Dios creó el mundo en 6 días y el séptimo descansó.

La primera aparición del número 7 dentro del nombre se dio en la carátula de la segunda versión del primer álbum de la banda, titulada Voz del Desierto. El logotipo de este álbum fue escrito en fuente Papyrus, que es de tipo abierto. En esta fuente, el carácter "7" aparece sin la barra hotizontal a la mitad, la cual fue añadida a dicho carácter, posiblemente con el fin de recordar mucho más a la "t" sustituida. Y a partir de dicho álbum, conservan el nombre de "Levi7as".

### Escritura
El nombre completo de la banda es "Levi7as: Código Sacerdotal". La escritura del nombre es con el siete, aunque el sonido no lo sea (es decir, no se dice "Levisieteas"). El subnombre "Código Sacerdotal" se explica, según el líder de la banda, así:

"Levitas" significa "servidores del templo". Y es lo que tratamos de hacer: Servir a Dios, pero también servir a todas las personas que tienen una necesidad de Dios a través de nuestra música.

El sitio web de MySpace complementa esta información:

Significa "servidores del templo" como sacerdotes, pues no son tan solo músicos, sino también pastores y lideres dentro de su congregación, transmitiendo a través de su estilo musical un fruto y un carácter de lideres.

## Mensaje
El mensaje que siempre ha transmitido en todas sus canciones es de corte Término que se refiere a todas las actividades cristianas que tienden hacia la evangelización. Es un anglicismo) y de una relación personal y directa con Dios. Todas las letras que componen se basan en experiencias personales, así como dice Luis Carlos Hernández Castro:

Hay algo que caracteriza a Levitas, y es que las personas, al escuchar cada canción, se sienten identificadas, ya que han sido vivencias personales, momentos donde Dios nos ha levantado. Creo que las personas, al escuchar las canciones, sienten que realmente Dios también les está hablando a sus vidas, y reciben de parte de Dios esa bendición.

El sentido de cada canción está expresado en su contenido. Así se ve, por ejemplo, en Sin sentido, canción en la que el autor expresa su profunda necesidad de encontrar un sentido a la vida, a todo lo que hace, y hace para sí un reconocimiento: La vida carece de sentido si Dios no está presente en cada actividad. En una canción (Amor eterno) expresan lo que se conoce como Voz de Dios (Canciones cuya letra es el resultado de comunicar un mensaje de Dios a los hombres. Se parecen mucho a la manera como los profetas del Antiguo Testamento dictaban sus profecías: En primera persona, y dicha primera persona referida siempre a Dios).

## Integrantes actuales

### Base Leví7ica
El término "Base Leví7ica" se usa para referirse a los miembros principales de la banda: David, Luis Carlos y Jonathan Hernández Castro, que son hermanos de sangre e hijos de los pastores Carlos Hernández Torres y Elizabeth Castro Rodríguez, principales de la MCI Medellín. El término fue acuñado para referirse a ellos, dado que aunque por la banda han pasado distintos músicos, ellos tres siempre permanecen. La Base Leví7ica es la imagen de Levi7as, y la empezaron a implementar desde el C.D. llamado "Calor y Sombra", lanzado de manera independiente en el año 2008.

#### David Hernández Castro
David Hernández Castro (nacido el 30 de septiembre de 1981) es el teclista, voz líder y principal compositor de la banda. Toca el piano desde niño, y además de piano, también toca otros instrumentos, tales como la guitarra, el bajo y las percusiones (Batería, congas, bongoes, etc.). Es el productor Ejecutivo y musical de la banda. Tiene, con su esposa Ángela Patricia Orjuela Garzón, dos hijos, llamados David Santiago y Cristian Isaac, y un gran ministerio en la MCI Medellín, donde ejerce de pastor Asociado y líder de Alabanza. Hace parte del grupo principal de discípulos del pastor Carlos Hernández Torres. Su esposa, además de ejercer también de pastora asociada, hace parte del grupo principal de discípulas de la pastora Elizabeth Castro.

#### Luis Carlos Hernández Castro
Luis Carlos Hernández Castro (nacido el 3 de marzo de 1983) es el bajista y segundo compositor de la banda. Compuso una de las canciones insignia de la banda: ¿Quién soy?, lanzada originalmente en la producción Lluvia Tardía/Voz del Desierto, y relanzada en la producción Calor y Sombra. Está casado con Mónica Patricia Zapata Gil, y tiene dos hijas, llamadas Ana Sofía y Laura Isabela. Tiene un gran número de discípulos, y él y su esposa forman parte del grupo principal de discípulos de los pastores Carlos Hernández y Elizabeth Castro.

#### Jonathan Hernández Castro
Jonathan Hernández Castro (nacido el 12 de mayo de 1986) es el baterista de la banda. Hace, con David y Mónica, los coros. También es compositor, siendo él quien compuso el éxito Primer lugar —canción insignia de la producción Sin Apariencia y de la banda en general— y Siempre, la canción insignia de la tercera producción de la banda. Además de la batería, toca también instrumentos de cuerda, especialmente guitarra y bajo. Está casado con Tatiana Zea Beltrán, y tiene un ministerio discipular numeroso. También es parte, con su esposa, del grupo principal de discípulos de los pastores Carlos Hernández y Elizabeth Castro.

### Otros músicos

#### Alejandro Muñoz
Alejandro Muñoz es el guitarrista principal de la banda. Su primera aparición con Levi7as fue en el D.V.D. Sin Apariencia, aunque había estado trabajando con el grupo desde antes de la grabación de dicho D.V.D. Es el hermano mayor de Cristian, Paula y Santiago Muñoz. Ejerce como líder activo de la MCI Medellín, y es discípulo de Diego Orjuela.
Tiene un hermoso hijo llamado Daniel Santiago, el cual es una de sus motivaciones para seguir adelante día a día.

#### Richard Correa
Richard Correa es el trompetista de la banda. Es el miembro que menos tiempo lleva con el grupo, y entró para suplir la parte de los instrumentos musicales de viento. Su primera aparición musical en proyectos de la banda es en la producción "Calor y Sombra", en la que hace todas las trompetas. Ha participado con ellos de varios eventos y viajes. Además de trompeta toca el teclado en la banda y ejerce su liderazgo en la mci Medellin y actual discípulo de Carlos y Adriana Zapata, los cuales son parte del grupo de discípulos de los pastores Carlos y Elizabeth Hernández.

#### Mónica Montoya
Mónica Montoya es la voz femenina de la banda. Hace todos los coros femeninos de las canciones, siendo la canción en que más se nota su voz "Traspasando mi corazón", del álbum Lluvia Tardía/Voz del Desierto. Es líder activa en la MCI Central de Medellín, discípula de Ángela Orjuela, casada con Mario López y tiene una hija llamada Valentina López Montoya.

#### Cristian Muñoz
Cristian Muñoz. es el percusionista de la banda. Su primera aparición con Levi7as fue en el Álbum Sin Apariencia, aunque había estado trabajando con el grupo desde antes de la grabación de dicho C.D. Es hermano de Alejandro Muñoz, y asiste a la MCI Central de Medellín como discípulo de Diego Orjuela, hermano de Ángela Orjuela

## Integrantes anteriores

### Diego Beltrán
Diego Beltrán es el primer guitarrista que tuvo la banda. Participó con el grupo hasta el lanzamiento de la producción Sin Apariencia. En la primera producción de la banda, participó como guitarrista eléctrico, en tanto que en la segunda participó como guitarrista eléctrico y acústico. Su retiro de la banda se produjo por cuestiones familiares. Es líder activo de la MCI Central de Medellín, y está casado con Judy Díaz y tiene dos hijos, llamados Daniela y Juan Esteban Beltrán Díaz.

### Alejandro Gutiérrez
Alejandro Gutiérrez es el segundo guitarrista de la banda. Está con el grupo desde antes del lanzamiento de la producción Sin Apariencia, en la que fue su primera aparición. Grabó, asimismo, el demo de dicha producción, en el que aparece tocando ritmos más inclinados hacia el metal, hecho que se manifiesta con más notoriedad en la canción Reino Celestial, en la que hay un interludio claramente inclinado más hacia dicho género musical.

## Discografía

### Lluvia Tardía(2002)

#### Reseña
Lluvia Tardía es el álbum debut de la banda, y se constituye en su carta de presentación ante el público cristiano de la ciudad de Medellín. Presenta a la banda con su estilo particular, llamado Neo Ska Latino, con letras de carácter evangelizador y de agradecimiento a Dios, así como de un reconocimiento profundo de la necesidad que el hombre tiene de Él. Su carátula (Un árbol sobre el que cae la lluvia) representa uno de los conceptos bíblicos más frecuentes en el Antiguo Testamento: La lluvia tardía, que es la que ocurre en Israel, tierra árida por naturaleza, entre los meses de marzo y abril y asegura la calidad y cantidad de la cosecha (Deuteronomio 11.14). El texto bíblico base para el nombre de este álbum está expresado en Oseas 6.3:

Esforcémonos por conocer a Jehová:

cierta como el alba es su salida.

Vendrá a nosotros como la lluvia,

como la lluvia tardía y temprana viene a la tierra.
Tomado de la Biblia Reina Valera Revisión 1995color

Esta idea también está expresada en el coro de la canción que da nombre a este álbum.
La lluvia tardía, en el contexto de la banda, se refiere a la venida del Espíritu Santo sobre el creyente, acto que comenzó en el Pentecostés. La similitud se debe a que tanto la lluvia tardía como el Espíritu Santo representan promesas hechas a la comunidad de los creyentes (En el Antiguo Testamento, dicha comunidad es el pueblo de Israel; en el Nuevo Testamento, dicha comunidad es la Iglesia).

#### Voz del Desierto
Con el fin de darle una proyección más nacional a la banda, este álbum fue relanzado al mercado con otro nombre: "Voz del Desierto". Este nombre, que es también el de una canción de esta producción, tiene su fundamento en la profecía que Isaías dio al pueblo de Israel:

Voz que clama en el desierto:

"¡Preparad un camino a Jehová;

nivelad una calzada

en la estepa a nuestro Dios!

¡Todo valle sea alzado

y bájese todo monte y collado!

¡Que lo torcido se enderece

y lo áspero se allane!

Entonces se manifestará la gloria de Jehová

y toda carne juntamente la verá,

porque la boca de Jehová ha hablado".

El diseño de la carátula, en la que se dio la primera aparición del número 7 en el nombre de la banda, se refiere a lo seco, razón por la que el mismo logotipo fue diseñado en una fuente que eso recordara. Este álbum presenta las mismas canciones que el primero, con algunos arreglos vocales adicionales, acortamiento de algunas canciones y corrección de la letra de otras.

#### Listado de canciones
1. La vida (03:50).
2. La creación (04:30).
3. Voz del desierto (03:38).
4. Traspasando mi corazón (04:50).
5. Tiempo de cambiar (05:04).
6. ¿Quién soy? (05:26).
7. Lluvia tardía (05:12).
8. Cristo y yo (06:00).
9. Como el sol (04:49).
10. Sin palabras (06:59).

#### Autoría de las canciones
De las diez canciones de este álbum, cinco fueron compuestas por David Hernández Castro (La vida, La creación, Lluvia tardía, Cristo y yo y Sin palabras), dos por Luis Carlos Hernández Castro (Tiempo de cambiar y ¿Quién soy?), una por David y Luis Carlos en conjunto (Voz del desierto), una por la Base Leví7ica, (Traspasando mi corazón) y una por Diego Beltrán (Como el sol).

#### Diferencia entre producciones
Además de los arreglos vocales y musicales adicionales con que fue relanzada la producción, a continuación se enuncia una lista de las principales diferencias de las canciones.
| Canción          | Versión en Lluvia Tardía | Versión en Voz del Desierto |
| ---------------- | --- | --- |
| La vida          | - No incluye gritos de charro de mariachi. - El coro dice:«Nos da la vida cuando camino con Cristo, Nos da la vida cuando respiro de su Espíritu».(Incoherencia de pronombres: El plural (Nos) no se corresponde con el singular (camino o respiro)). | - Gritos de charro de mariachi al principio. - Corrección del coro:«Nos da la vida si caminamos con Cristo, Nos da la vida si respiramos su Espíritu». |
| Voz del desierto | - La primera estrofa dice:«Mucho tiempo andé en profunda oscuridad».(Error gramatical: La conjugación del verbo es anduve, no andé). | - Corrección de la gramática:Mucho tiempo caminé en profunda oscuridad». |
| Lluvia tardía    | - No es notorio el comentario final:«Como en el pentecostés». | - Se nota el comentario. |
| Como el sol      | - El segundo verso de la segunda estrofa:«Si tu omnipresencia me hace estar junto a ti» es en tonos graves, semejando la melodía de la primera estrofa. | - Dicho verso tiene un arreglo especial de voz por parte de David Hernández Castro. |
| Sin palabras     | - La canción tiene varias repeticiones, lo que la hace una canción muy larga. - El precoro y coro dicen así:«Hoy, por ser una oportunidad de yo agradecerte tanto tu amar, Que, a pesar de yo pecar, tú siempre allí estás, conmigo, Ya no tengo palabras de expresión que comprendan mi felicidad, ¡Oh, Señor!, Sólo eres tú» - El final dice:«Sin palabras, con mucho que expresar, Sin palabras, sin poderlas decir»,repitiendo estos dos versos. | - La canción fue recortada, lo cual implicó remoción de repeticiones. - El precoro y coro dicen así:«Hoy, por ser una oportunidad de agradecerte tanto tu amar, Que, a pesar de fallar, tú siempre allí estás, conmigo, Ya no tengo palabras cuando sé que estás aquí, Mi felicidad eres tú, Sólo eres tú» - El final dice:«Sin palabras, con mucho que expresar, Sin palabras mi alma entonará su canto, Sin palabras, con mucho que expresar, Sin palabras mi alma cantará». |

#### Reconocimientos
Obtuvieron reconocimientos por los medios de Medellín y Bogotá D. C., como: mejor banda latina, banda revelación del año y mejor canción del año en el año 2002, también un reconocimiento por estar 15 semanas consecutivas en el primer lugar de diferentes estaciones.

### Sin Apariencia(2006)

#### Reseña
Sin Apariencia es la segunda producción de Levi7as: Código Sacerdotal. Con esta producción, el grupo obtuvo una posición de reconocimiento, tanto a nivel nacional como internacional, como uno de los grupos favoritos de los medios cristianos. Contiene el éxito Primer lugar, el cual se ha convertido en la carta de presentación y canción emblema de la banda. En esta producción, el ritmo por ellos desarrollado toma más fuerza, e incluyen ritmos e instrumentos ya no sólo latinos, como merengue y son bolero, sino también incluyen una de las formas tradicionales de la danza colombiana: la cumbia.
La carátula de esta producción muestra un fotomontaje de un carro lujoso de marca Ford en el que están los siete participantes de dicha producción. Este carro, al parecer, va viajando sobre una carretera que está difuminada. Sobre éste, aparece el logo actual de Levi7as, el cual fue fabricado en Photoshop con la fuente AddCityBoy, la cual es de tipo verdadero. Este logotipo conserva el 7, lo que consolida la escritura del nombre de la banda con dicho carácter. El mensaje que se quiere transmitir con la carátula es, precisamente, lo contrario a lo que habla el nombre del disco, pues todas estas cosas son lo que el hombre usa para aparentar delante de los demás.

#### Listado de canciones
1. Oír tu voz (03:50).
2. Cruz (04:30).
3. Primer lugar (04:23).
4. Sombra del cielo (03:28).
5. Reino Celestial (03:04).
6. Mundos distintos (03:26).
7. Sin apariencia (02:58).
8. Hijo pródigo (03:38).
9. Pedro (02:58).
10. Falsa imagen (03:21).
11. Amor eterno (03:53).
12. Sin sentido (04:05).
13. Mi camino (03:22).
14. Te puedo ver (04:23).
15. Tu aliento (03:41).

#### Autoría de las canciones
De las quince canciones de este álbum, ocho fueron compuestas por David Hernández Castro (Cruz, Reino Celestial, Mundos distintos, Sin apariencia, Hijo pródigo, Amor eterno, Sin sentido y Mi camino), cuatro por Luis Carlos Hernández Castro (Oír tu voz, Sombra del cielo, Te puedo ver y Tu aliento), una por Jonathan Hernández Castro (Primer lugar), y dos por David y Luis Carlos en conjunto (Pedro y Falsa imagen).

#### Primer lugar
Primer lugar es la canción insignia de la banda. La compuso Jonathan Hernández Castro, y sobre esta canción, él dice:

"Primer lugar" es una canción muy especial para nosotros porque (…) tiene algo de nuestra tierra, tiene algo de nuestro país a nivel musical, que es la cumbia, y en su letra expresa lo que tenemos en nuestro corazón.

La letra de esta canción expresa algo que se nota mucho en todas las letras de la banda: Una experiencia personal. En este caso, la experiencia personal es la de poner a Dios como la prioridad más importante. La canción habla de tener a Dios en el primer lugar, así como Él tiene en el primer lugar a cada uno de los creyentes.
La versión actual de este tema musical tiene un ritmo más inclinado hacia el neo-punk, hecho con el que, sin demeritar la cumbia, han querido sacarla. Dicha versión también presenta a Levi7as un poco más inclinado hacia la inclusión del rap —al menos como ritmo—.

#### Reconocimientos
En sólo tres meses logró reconocimientos como mejor banda y mejor canción del año en Medellín con el éxito “Primer lugar”.

### Calor y Sombra (2008)

#### Reseña
Calor y Sombra es la tercera producción de la Banda. Lanzada el 5 de octubre de 2008, presenta a Levi7as: Código Sacerdotal con un estilo más inclinado hacia el Rock alternativo, al punto de que en un comentario escrito en el video publicado en YouTube alguien los comparó con Blink 182.
La carátula presenta sólo a los integrantes de la Base Leví7ica sobre un fondo en un color cálido en el cual están las sombras de ellos. La aparición de sólo la Base Leví7ica se debe a que prefirieron esta vez, en vez de contar con una imagen variable, comenzar a mostrar una imagen fija de la banda en cuanto a sus integrantes. Esto levantó varios comentarios entre seguidores y personas que los conocen desde sus comienzos; sin embargo, es algo que, sin demeritar a los músicos que también son de la banda, tiene por objetivo consolidar una imagen de Levi7as como una banda unida no solo por la música, sino también por un compromiso: El de servir a Dios con sus instrumentos y con sus testimonios, hecho que se refleja en la inclusión de las biografías de los integrantes de la Base Leví7ica, donde destacan dos aspectos fundamentales:
1. Es una banda de pastores.
2. Es una banda de familias.

El logotipo de esta producción está hecho con la fuente DIN Schriften 1451 Engschrift, que es de tipo abierto y la usada oficialmente por el Instituto Alemán de Normalización, y continúa con la escritura del nombre de la banda con el siete.

#### Sobre el nombre
El nombre "Calor y Sombra" fue escogido como el de la producción debido a que en el año 2008, que fue durante el cual fue grabado y lanzado dicho álbum musical, una iglesia cristiana de la Ciudad de Medellín realizó un evento que llevaba por nombre uno muy similar al que sería utilizado para el álbum: "En el Principio". El objeto de este nombre era mostrar que la condición moral de la humanidad actual está "Como en el principio" (Más específicamente como en los tiempos antediluvianos (Mateo 24.37-39) y los tiempos de Sodoma y Gomorra (Judas 1.7)).[cita requerida] Sin embargo, y debido a dicho evento, se decidió que el nombre sería "Calor y Sombra", que es también el de la tercera canción de dicho álbum. Dicho nombre está basado en un versículo que está en Isaías 4.5-6:

Y creará Jehová sobre toda la morada del monte Sion y sobre los lugares de sus asambleas, nube y oscuridad de día, y de noche resplandor de llamas de fuego. Y sobre todo, la gloria del Señor, como un dosel; y habrá un resguardo de sombra contra el calor del día, y un refugio y escondedero contra la tempestad y el aguacero.

Así como con Lluvia Tardía, el objeto de este nombre es mostrar uno de los conceptos más trascendentales de la Biblia: La constante y continua presencia de Dios con su pueblo, manifiesta en el día como una columna de nube que da sombra en el desierto —lugar en el que es difícil encontrar dónde esconderse de los inclementes rayos del sol abrasador— y una columna de fuego en la noche, la cual da calor y protección, además de luz (Éxodo 13.21-22).

#### C.D. Multimedia
Calor y Sombra es el primer álbum multimedia de la banda, el cual, al introducirlo en un computador, reproduce, además de la música, un archivo autoejecutable que contiene dos videos: El video oficial de la canción Siempre, y el detrás de cámaras de dicho video, en el que David Hernández Castro explica lo siguiente:

El proceso que vivió Levi7as en la grabación de la producción Calor y Sombra fue bien especial, de esperar mucho tiempo, años, en donde nos preparamos espiritualmente, en donde nos preparamos musicalmente, y en donde vivimos tiempos de pruebas, porque queríamos hacer una producción que verdaderamente impactara.

El video, realizado por la empresa bogotana Imago Producciones, cuenta con recursos modernos de producción y cinematografía. La trama del video es acerca de un padre que ve la partida de su hijo por causa de la rebeldía de éste. Y mientras éste vaga por lugares ocultos y oscuros, su padre lo llora, decidiendo luego salir a buscarlo por todo lugar. Los actores fueron escogidos por el equipo de producción, siendo todos ellos también miembros de la Misión Carismática Internacional de Medellín. Fue realizado en diferentes locaciones del municipio de Envigado, entre ellas, el helipuerto del hospital Manuel Uribe Ángel, que es donde aparece rodeado de público.

#### Listado de canciones
1. Siempre (03:50).
2. Melodía eterna (03:58).
3. Calor y sombra (04:02).
4. Lamentos (03:20).
5. Cruz de perdón (03:44).
6. Me llamaste (04:46).
7. ¿Quién soy? (04:53).
8. Primavera celestial (03:45).
9. Esencia de la vida (03:55).
10. Tras del sol/Misericordia (6:05).

#### Autoría de las canciones
De las once canciones (contando la canción oculta "Misericordia") de este álbum, seis fueron compuestas por David Hernández Castro (Calor y Sombra, Lamentos, Cruz de perdón, Me llamaste, Primavera celestial y Misericordia), una por Luis Carlos Hernández Castro (¿Quién soy?), dos por Jonathan Hernández Castro (Siempre y Melodía eterna) y dos por David y Luis Carlos en Conjunto (Esencia de la vida y Tras del sol).

#### Siempre
Siempre se constituye en la nueva canción emblema de la banda. La letra, compuesta por Jonathan Hernández Castro, habla de varias incertidumbres, pero también de la confianza que produce en el creyente el saber que Dios está presente, junto a él, y que a pesar de todas las incertidumbres que pueden haber en la vida, hay una certeza: Siempre estar junto, ver y tener a Dios.
La historia de "Siempre" está ligada al punteo característico que hace Alejandro Muñoz en la parte donde en el video cae la gota de sangre. Originalmente, Levi7as no pensaba hacer el video sobre esta canción, sino sobre ¿Quién soy?, canción que fue rescatada de la producción "Lluvia Tardía/Voz del Desierto" con el fin de dar a conocer al público canciones de su primera producción debido a que las copias hechas de dicha primera producción fueron pocas y rápidamente vendidas. Sin embargo, debido a que ese punteo la define con un tono elevado, dándole una apariencia de canción muy sublime, se cambió el video para que fuera basado en la canción "Siempre".
El aprecio que la banda tuvo por esta canción se nota también en su posición dentro del listado de canciones del álbum. Originalmente, esta canción iría de número 7, siendo entonces que "¿Quién soy?" iría de número 1; sin embargo, las posiciones de dichas canciones fueron intercambiadas para abrir con "Siempre". Y también es de destacar que los sonidos de cuerdas con los que abre no están al tempo de la canción, hecho que fue puesto a propósito para dar apertura no sólo a la canción, sino también a toda la producción.[cita requerida]

#### Rescatando canciones
Como bien se dijo anteriormente, en este C.D. se presenta una canción que fue rescatada del primer C.D.: "¿Quién soy?", la cual aparece con una velocidad menor y con una ejecución muy diferente a como fue lanzada en "Lluvia Tardía/Voz del Desierto", más acoplada al nuevo estilo de la banda. Sin embargo, no fue la única canción rescatada que aparece en el álbum.
De las canciones de este álbum, Primavera celestial, Tras del sol y Misericordia son las que aparecen como sacadas a la luz luego de mucho tiempo de ser compuestas. Fueron compuestas en épocas incluso anteriores a la primera producción, junto con otras canciones que aún no han salido, y otras que, como "Cruz", ya forman parte de una producción.
Primavera celestial es una canción compuesta por David Hernández, la cual fue dada a uno de los grupos de alabanza de la MCI Medellín, conformado por solo mujeres: "Sello Celestial", del cual era líder Mónica Montoya. Sin embargo, debido a que dicho grupo no existe en la actualidad, dicha canción fue tomada de nuevo por Levi7as y la sacaron con algunos nuevos arreglos en este álbum.
Tras del sol es una canción originalmente compuesta por Luis Carlos Hernández, a la cual David introdujo la actual estrofa. El coro de esta canción era, originalmente, la estrofa, y el coro decía:
"Fue tu voz que me levantó,
Ya no temo nada, fuerte soy,
Una vez todo lo perdí, pero en ti no me voy a rendir,
Si las fuerzas del mal se levantan, de todas me librarás".
La música también es nueva, dado que en esa época el estilo de Luis Carlos, quien dirigía el segundo grupo de alabanza de la MCI Medellín, no era tan alternativo, sino más rock.
Misericordia es una canción compuesta por David Hernández, la cual, con sonidos más pesados, decía lo que dice la actual primera estrofa y tenía versos adicionales en el coro. Sin embargo, en esta producción fue incluida a una velocidad mucho menor y como "Hidden Track" (Pista oculta), después de "Tras del sol", con el objetivo de invitar a los oyentes a tomar una decisión personal por Jesucristo.

#### Reconocimientos
Con el álbum "Calor y Sombra, y la canción "Siempre", Levi7as: Código Sacerdotal fue nominado a los Premios Vertical Music 2008, en la categoría de "Mejor artista o agrupación Rock Alternativo".

## Presentaciones en público

### Danzas
Normalmente, y más cuando son presentaciones locales o en el evento principal de la iglesia de la banda, Levi7as: Código Sacerdotal, además de tener un acto musical, tiene un acto visual, compuesto por los danzarines, que se dan a conocer como Levi7as dance. Dichas danzas han sido muy controvertidas, especialmente por cuanto muchos pastores cristianos y miembros de otras iglesias opinan que son escandalosas por su baile —por cuanto reproducen movimientos bruscos o propios de géneros musicales que, en medios cristianos, no son bien aceptados— y, en algunas ocasiones, por su manera de vestir. Otros opinan que, en realidad, esas manifestaciones no tienen por objeto la adoración a Dios, sino, simplemente, hacer un espectáculo.
La capacidad técnica de las danzas de Levi7as: Código Sacerdotal ha mejorado desde sus principios, no sólo porque han establecido un estilo de danza definido, acorde con el estilo musical de la banda, sino también porque ya tienen un grupo base. La directora de este equipo de danzas es Ángela Orjuela, esposa de David Hernández Castro y pastora de jóvenes de la MCI Central de Medellín.

### Letras
Un elemento que muchas bandas y artistas han implementado es la presentación de las letras de sus canciones en concierto. Desarrolladas para que las personas desconocedoras de las canciones puedan cantarlas, en enero de 2008, durante su presentación en la XIII Convención Anual Internacional G12 "Es Tu Turno", Levi7as hizo algo revolucionario en el ámbito: Publicación en vivo de las letras bilingües. De esta manera, tanto el público hispanoparlante como el angloparlante pudieron saber no sólo la música, sino también el mensaje que Levi7as: Código Sacerdotal tiene para compartir.

### Eventos
Además de las presentaciones que cada semana hace en su congregación, Levi7as: Código Sacerdotal ha sido invitado varias veces para compartir escenario en eventos en diferentes ciudades colombianas, e, incluso, naciones. A continuación, se enuncia un listado de las presentaciones de la banda.
| Fecha.                        | Evento.                                                         | Lugar.                   | Artistas invitados. |
| ----------------------------- | --------------------------------------------------------------- | ------------------------ | --- |
| 20 de julio de 2005.          | Júbilo Festivo 2005                                             | Medellín, Colombia.      | - FlamenChristian (enlace roto disponible en Internet Archive; véase el historial, la primera versión y la última).. - Urim. - Carlos Mario Rodríguez. - SKP. - Linaje Escogido. - Awake. - Standar7e. - Luciérnaga. - Alto Voltaje. - Electrolíquido. |
| 28 de agosto de 2005.         | "Lilly Goodman +Banda" Tour 2005.                               | Medellín, Colombia.      | - MAR. - Kenosis. - Lilly Goodman. |
| 29 de diciembre de 2005.      | Manantial Radio Música 2005.                                    | Itagüí, Colombia         | - Hora Sexta. - MAR. - SKP. |
| Enero de 2006.                | Gira "Gozo en su Presencia".                                    | Medellín, Colombia.      | Marco Barrientos. |
| Enero de 2006.                | XI Convención Anual Internacional G12 "Rumbo a la Conquista".   | Bogotá, Colombia.        | |
| 20 de agosto de 2006.         | Grabación del D.V.D. Sin Apariencia.                            | Medellín, Colombia.      | Carlos Mario Rodríguez. |
| 18 - 21 de octubre de 2006.   | IV Convención MCI Medellín "Ensanchando Nuestro Territorio".    | Medellín, Colombia.      | - MAR. - Giovanni Olaya, vocalista de Pescao Vivo. |
| 21 - 22 de diciembre de 2006. | Fiesta de Navidad (MCI).                                        | Bogotá, Colombia.        | Sembradores |
| 24 de enero de 2007.          | XII Convención Anual Internacional G12 "Su Mano Está Sobre Mí". | Bogotá, Colombia         | - Ron Kenoly. - Generación 12. - Lorena Castellanos con Soulfire. |
| 30 de abril de 2007.          | Lanzamiento del congreso "En Silencio No Más" 2007.             | Medellín, Colombia.      | Grupo de alabanza de la iglesia Comunidad Cristiana de Fe. |
| 1 - 6 de mayo de 2007.        |                                                                 | República Dominicana.    | |
| 24 - 27 de mayo de 2007.      | Congreso "En Silencio No Más" 2007.                             | Medellín, Colombia.      | - Kari Jobe Archivado el 27 de diciembre de 2011 en Wayback Machine. - Álex Campos con Misión Vida. |
| Julio de 2007                 | Día de la Familia MCI                                           | Bogotá, Colombia.        | |
| 12 de agosto de 2007.         | Gospel Park 2007.                                               | Medellín, Colombia.      | - Hora Sexta. - Pantocrator. - SKP. - Delavid. - Linaje Escogido. - Luciérnaga. - Electrolíquido. - Sara Alzate - Gospel Music Band. - El More. - Zetty.                                                                                               |
| Noviembre de 2007             |                                                                 | Villavicencio, Colombia. | |
| 30 de enero de 2008           | XIII Convención Anual Internacional G12 "Es Tu Turno"           | Bogotá, Colombia.        | - Generación 12. - Lorena Castellanos con Soulfire - Pescao Vivo - Delirious? |